# Circondario dell'Alto Taunus
Il circondario dell'Alto Taunus (in tedesco: Hochtaunuskreis) è uno dei circondari dello stato tedesco dell'Assia.
Fa parte del distretto governativo di Darmstadt.

## Città e comuni
(Abitanti al 31 dicembre 2022)
| Comuni del circondario | Città 1. Bad Homburg v.d. Höhe (54 996) 2. Friedrichsdorf (25 662) 3. Königstein im Taunus (16 744) 4. Kronberg im Taunus (18 416) 5. Neu-Anspach (14 512) 6. Oberursel (47 042) 7. Steinbach (Taunus) (10 846) 8. Usingen (14 926) | Comuni 1. Glashütten (5 437) 2. Grävenwiesbach (5 352) 3. Schmitten im Taunus (9 563) 4. Wehrheim (9 340) 5. Weilrod [Sede: Rod a.d. Weil] (6 652) |